# Grand Prix Formule 1 van Groot-Brittannië 1977
De Grand Prix Formule 1 van Groot-Brittannië 1977 werd gehouden op 16 juli 1977 op Silverstone.

## Uitslag
| Positie | Nummer | Rijder                | Team               | Ronden | Tijd/Opgave         | Startplaats | Punten |
| ------- | ------ | --------------------- | ------------------ | ------ | ------------------- | ----------- | ------ |
| 1       | 1      | James Hunt            | McLaren-Ford       | 68     | 1:31:46.06          | 1           | 9      |
| 2       | 11     | Niki Lauda            | Ferrari            | 68     | +18.31              | 3           | 6      |
| 3       | 6      | Gunnar Nilsson        | Lotus-Ford         | 68     | +19.57              | 5           | 4      |
| 4       | 2      | Jochen Mass           | McLaren-Ford       | 68     | +47.76              | 11          | 3      |
| 5       | 8      | Hans Joachim Stuck    | Brabham-Alfa Romeo | 68     | + 1:11.73           | 7           | 2      |
| 6       | 26     | Jacques Laffite       | Ligier-Matra       | 67     | + 1 Ronde           | 15          | 1      |
| 7       | 17     | Alan Jones            | Shadow-Ford        | 67     | + 1 Ronde           | 12          |        |
| 8       | 19     | Vittorio Brambilla    | Surtees-Ford       | 67     | + 1 Ronde           | 8           |        |
| 9       | 34     | Jean-Pierre Jarier    | Penske-Ford        | 67     | + 1 Ronde           | 20          |        |
| 10      | 27     | Patrick Neve          | March-Ford         | 66     | + 2 Ronden          | 26          |        |
| 11      | 40     | Gilles Villeneuve     | McLaren-Ford       | 66     | + 2 Ronden          | 9           |        |
| 12      | 18     | Vern Schuppan         | Surtees-Ford       | 66     | + 2 Ronden          | 23          |        |
| 13      | 30     | Brett Lunger          | McLaren-Ford       | 64     | + 4 Ronden          | 19          |        |
| 14      | 5      | Mario Andretti        | Lotus-Ford         | 62     | Motor               | 6           |        |
| 15      | 12     | Carlos Reutemann      | Ferrari            | 62     | + 6 Ronden          | 14          |        |
| NF      | 7      | John Watson           | Brabham-Alfa Romeo | 60     | Benzinesysteem      | 2           |        |
| NF      | 20     | Jody Scheckter        | Wolf-Ford          | 59     | Motor               | 4           |        |
| NF      | 28     | Emerson Fittipaldi    | Fittipaldi-Ford    | 42     | Gaspedaal           | 22          |        |
| NF      | 37     | Arturo Merzario       | March-Ford         | 28     | Transmissie         | 17          |        |
| NF      | 16     | Riccardo Patrese      | Shadow-Ford        | 20     | Brandstofdruk       | 25          |        |
| NF      | 4      | Patrick Depailler     | Tyrrell-Ford       | 16     | Remmen              | 18          |        |
| NF      | 15     | Jean-Pierre Jabouille | Renault            | 16     | Turbo               | 21          |        |
| NF      | 10     | Ian Scheckter         | March-Ford         | 6      | Ongeluk             | 24          |        |
| NF      | 3      | Ronnie Peterson       | Tyrrell-Ford       | 3      | Motor               | 16          |        |
| NF      | 23     | Patrick Tambay        | Ensign-Ford        | 3      | Elektrisch probleem | 10          |        |
| NF      | 24     | Rupert Keegan         | Hesketh-Ford       | 0      | Ongeluk             | 13          |        |
| NQ      | 9      | Alex Ribeiro          | March-Ford         |        |                     |             |        |
| NQ      | 22     | Clay Regazzoni        | Ensign-Ford        |        |                     |             |        |
| NQ      | 38     | Brian Henton          | March-Ford         |        |                     |             |        |
| NQ      | 36     | Emilio de Villota     | McLaren-Ford       |        |                     |             |        |
| PQ      | 31     | David Purley          | LEC-Ford           |        |                     |             |        |
| PQ      | 33     | Andy Sutcliffe        | March-Ford         |        |                     |             |        |
| PQ      | 35     | Guy Edwards           | BRM                |        |                     |             |        |
| PQ      | 44     | Tony Trimmer          | Surtees-Ford       |        |                     |             |        |
| PQ      | 45     | Brian McGuire         | McGuire-Ford       |        |                     |             |        |
| PQ      | 32     | Mikko Kozarowitzky    | March-Ford         |        |                     |             |        |

## Statistieken
| Pole-position | James Hunt | McLaren-Ford | 1:18.49 |
| Snelste ronde | James Hunt | McLaren-Ford | 1:19.60 |

## Noot
- Dit was het debuut van de Australische coureur Brian McGuire, de Britse coureur Andy Sutcliffe en de Canadese coureur Gilles Villeneuve (toekomstig Grand Prix-winnaar).
- Dit was de vijfentwintigste podiumplaats voor een Zweedse coureur.

1926 · 1927 · 1948 · 1949 · 1950 · 1951 · 1952 · 1953 · 1954 · 1955 · 1956 · 1957 · 1958 · 1959 · 1960 · 1961 · 1962 · 1963 · 1964 · 1965 · 1966 · 1967 · 1968 · 1969 · 1970 · 1971 · 1972 · 1973 · 1974 · 1975 · 1976 · 1977 · 1978 · 1979 · 1980 · 1981 · 1982 · 1983 · 1984 · 1985 · 1986 · 1987 · 1988 · 1989 · 1990 · 1991 · 1992 · 1993 · 1994 · 1995 · 1996 · 1997 · 1998 · 1999 · 2000 · 2001 · 2002 · 2003 · 2004 · 2005 · 2006 · 2007 · 2008 · 2009 · 2010 · 2011 · 2012 · 2013 · 2014 · 2015 · 2016 · 2017 · 2018 · 2019 · 2020 · 2021 · 2022 · 2023 · 2024 · 2025 · 2026 · 2027 · 2028 · 2029 · 2030 · 2031 · 2032 · 2033 · 2034
Als eretitel: 1923 (Italië) · 1924 (Frankrijk) · 1925 (België) · 1926 (San Sebastián) · 1927 (Italië) · 1928 (Italië) · 1930 (België) · 1947 (België) · 1948 (Zwitserland) · 1949 (Italië) · 1950 (Groot-Brittannië) · 1951 (Frankrijk) · 1952 (België) · 1954 (Duitsland) · 1955 (Monaco) · 1956 (Italië) · 1957 (Groot-Brittannië) · 1958 (België) · 1959 (Frankrijk) · 1960 (Italië) · 1961 (Duitsland) · 1962 (Nederland) · 1963 (Monaco) · 1964 (Groot-Brittannië) · 1965 (België) · 1966 (Frankrijk) · 1967 (Italië) · 1968 (Duitsland) · 1972 (Groot-Brittannië) · 1973 (België) · 1974 (Duitsland) · 1975 (Oostenrijk) · 1976 (Nederland) · 1977 (Groot-Brittannië)
Als alleenstaande race: 1983 · 1984 · 1985 · 1993 · 1994 · 1995 · 1996 · 1997 · 1999 · 2000 · 2001 · 2002 · 2003 · 2004 · 2005 · 2006 · 2007 · 2008 · 2009 · 2010 · 2011 · 2012 · 2016